# Cacophonous Records
Cacophonous Records es una compañía discográfica del Reino Unido que publica álbumes de bandas de estilo black metal, death metal y metal gótico. Se fundó en 1993 y se dio a conocer tras representar a bandas como Dimmu Borgir, Cradle of Filth y Bal-Sagoth. Posteriormente el sello discográfico cambió cuando «Cacophonous» contrató a la banda Antestor, de género unblack metal.

## Artistas
- 13 Candles
- Abyssos
- Ancient Ceremony
- Antestor
- Bal-Sagoth
- Blood Storm
- Christ Agony
- Cradle of Filth
- Deinonychus
- Dimmu Borgir
- Ebony Lake
- Gehenna
- NAOS
- Primordial
- Root
- Scalplock
- Sigh
- Twilight Ophera
- Unsanctum
- Vergelmer